# Midbrake

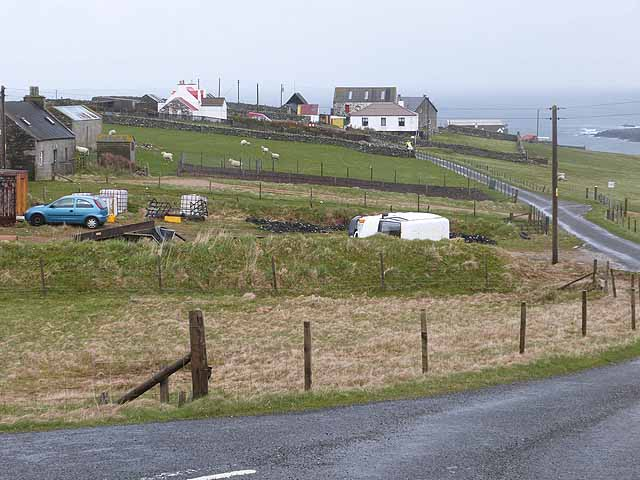
Blick auf den Ort

Midbrake ist eine Ortschaft, die im Norden der zu Schottland zählenden Shetlands liegt.

## Geographie
Midbrake ist eine kleine Siedlung, die, südlich der Ortschaft Breckon, in der Nähe der nördlichen Küste der Insel Yell liegt. Nach Gloup sind es zwei Kilometer in südwestlicher Richtung. In der Nähe von Midbrake liegt im Osten der See Kirk Loch.

## Historisches
Im Rahmen der historischen Gliederung Schottlands in Civil Parishes zählt Midbrake zu Yell.